# San Marco Argentano
San Marco Argentano je mesto in občina v provinci Cosenza (regija Kalabrija, južna Italija) ter tudi sedež rimskokatoliške škofije San Marco Argentano-Scalea.
Turistične zanimivosti mesta so Normanski stolp, nekaj cerkev in samostan.